# Assistant Secretary of State for Political-Military Affairs
Der Assistant Secretary of State for Political-Military Affairs ist ein Amt im Außenministerium der Vereinigten Staaten.

## Geschichte des Amtes

Organigramm: Die administrative Gliederung des Außenministeriums (englisch)

Das US-Außenministerium richtete das Büro für Politisch-Militärische Angelegenheiten (Bureau of Politico-Military Affairs) durch einen Verwaltungserlass am 18. September 1969 ein, um die Rolle des Ministeriums bei der Formulierung der internationalen Sicherheitspolitik, der Überwachung der Sicherheitsunterstützung sowie auswärtigen militärischen Verkaufsprogrammen zu verbessern, und um die Ausstellung der Genehmigungen für Rüstungsexporte zu leiten. Das Büro ersetzte eine Sondergruppe für politisch-militärische Angelegenheiten, die seit 1960 dem stellvertretenden Leiter der Politischen Abteilung (Deputy Under Secretary of State for Political Affairs) unterstand. Der Direktor des Büros für Politisch-Militärische Angelegenheiten wurde vom Außenminister ernannt und stand im Range einem Assistant Secretary of State gleich. 
Ab dem 14. April 1986 wird der Direktor vom US-Präsidenten nach Beratung und Zustimmung durch den US-Senat ernannt und ist als Leiter der Unterabteilung für Politisch-Militärische Angelegenheiten nunmehr formell Assistant Secretary of State for Political-Military Affairs. Er untersteht nunmehr dem Leiter der Abteilung für Abteilung für Rüstungskontrolle und Internationale Sicherheitsangelegenheiten (Under Secretary of State for Arms Control and International Security Affairs) und ist die erste Verbindungsstelle des Außenministeriums zum US-Verteidigungsministerium. Die Unterabteilung ist maßgeblich verantwortlich für die politische Steuerung auf den Gebieten Internationale Sicherheit, Sicherheitsunterstützung, Militärische Operationen, Verteidigungsstrategie und -planung sowie Handel mit Rüstungsgütern. 
Zur Unterabteilung gehören das Referat für Kongress- und Öffentlichkeitsangelegenheiten (Office of Congressional and Public Affairs (PM/CPA)), die Direktion für die Kontrolle des Handels mit Rüstungsgütern (Directorate of Defense Trade Controls (DDTC)) mit den Referaten Grundlagen der Kontrolle des Handels mit Rüstungsgütern (Office of Defense Trade Controls Policy (PM/DTCP)), Lizenzierung der Kontrolle des Handels mit Rüstungsgütern (Office of Defense Trade Controls Licensing (PM/DTCL)), Beachtung der Kontrolle des Handels mit Rüstungsgütern (Office of Defense Trade Controls Compliance (PM/DTCC)) sowie Management der Kontrolle des Handels mit Rüstungsgütern (Office of Defense Trade Controls Management (PM/DTCM)). Weiterhin gehören zur Unterabteilung das Referat für globale Programme und Initiativen (Office of Global Programs and Initiatives (PM/GPI)), das Referat für Sicherheitsunterstützung (Office of Security Assistance (PM/SA)), das Referat für Sicherheitsverhandlungen und -übereinkünfte (Office of Security Negotiations and Agreements (PM/SNA)), das Referat für staatliche Verteidigungsintentration (Office of State-Defense Integration (PM/SDI)), das Referat für regionale Sicherheit und Waffentransfers (Office of Regional Security and Arms Transfers (PM/RSAT)) sowie das Referat für Waffenverminderung und -entfernung (Office of Weapons Removal and Abatement (PM/WRA)).

## Amtsinhaber

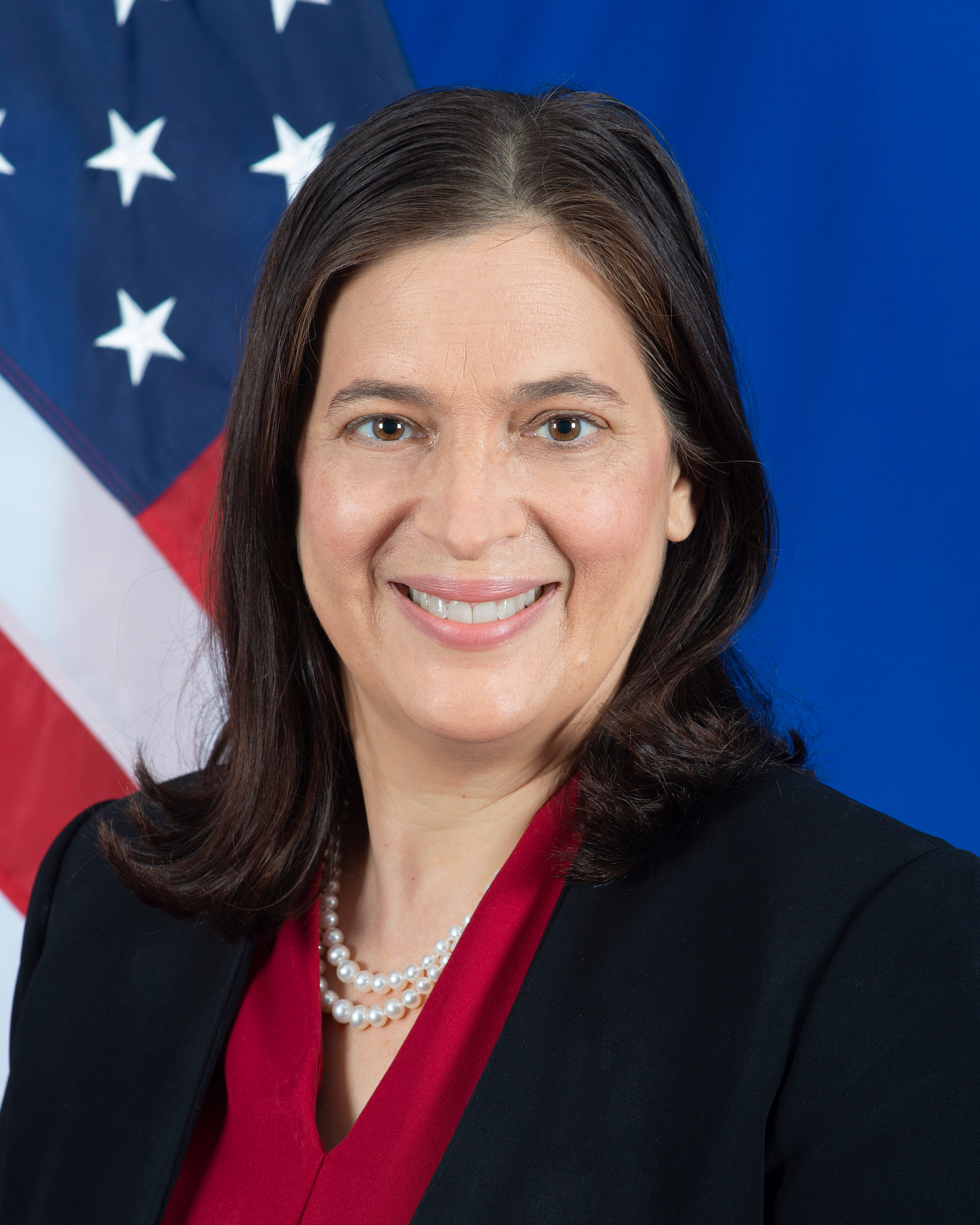
Jessica Lewis ist seit dem 30. September 2021 Assistant Secretary of State for Political-Military Affairs

### Liste der Direktoren desBureau of Political-Military Affairs, 1969–1985
| Amtsinhaber          | Beginn der Amtszeit | Ende der Amtszeit | US-Präsident                  |
| -------------------- | ------------------- | ----------------- | ----------------------------- |
| Ronald I. Spiers     | 18. September 1969  | 2. August 1973    | Richard Nixon                 |
| Seymour Weiss        | 6. August 1973      | 17. Januar 1974   | Richard Nixon                 |
| George S. Vest       | 29. April 1974      | 27. März 1977     | Richard Nixon und Gerald Ford |
| Leslie H. Gelb       | 23. Februar 1977    | 30. Juni 1979     | Jimmy Carter                  |
| Reginald Bartholomew | 1. Juli 1979        | 20. Januar 1981   | Jimmy Carter                  |
| Richard Burt         | 23. Januar 1981     | 17. Februar 1982  | Ronald Reagan                 |
| Jonathan Howe        | 10. Mai 1982        | 1. Juli 1984      | Ronald Reagan                 |
| John T. Chain Jr.    | 1. Juli 1984        | 14. Juni 1985     | Ronald Reagan                 |

### Liste derAssistant Secretaries of State for Political-Military Affairs, seit 1986
| Amtsinhaber                         | Beginn der Amtszeit | Ende der Amtszeit  | US-Präsident                 |
| ----------------------------------- | ------------------- | ------------------ | ---------------------------- |
| H. Allen Holmes                     | 19. Juli 1985       | 8. August 1989     | Ronald Reagan                |
| Richard Clarke                      | 8. August 1989      | 10. Juli 1992      | George Bush                  |
| Robert Gallucci                     | 13. Juli 1992       | 11. Oktober 1994   | George Bush und Bill Clinton |
| Thomas E. McNamara                  | 12. Oktober 1994    | 9. Januar 1998     | Bill Clinton                 |
| Eric D. Newsom                      | 2. November 1998    | 31. Dezember 2000  | Bill Clinton                 |
| Lincoln P. Bloomfield Jr.           | 31. Mai 2001        | 20. Januar 2005    | George W. Bush               |
| John Hillen                         | 11. Oktober 2005    | 11. Januar 2007    | George W. Bush               |
| Mark Kimmitt                        | 8. August 2008      | 20. Januar 2009    | George W. Bush               |
| Andrew J. Shapiro                   | 22. Juni 2009       | 19. April 2013     | Barack Obama                 |
| Thomas P. Kelly III (kommissarisch) | 19. April 2013      | 9. April 2014      | Barack Obama                 |
| Puneet Talwar                       | 9. April 2014       | 26. Mai 2017       | Barack Obama                 |
| Tina Kaidanow (kommissarisch)       | 22. Februar 2016    | September 2018     | Donald Trump                 |
| R. Clarke Cooper                    | 2. Mai 2019         | 20. Januar 2021    | Donald Trump                 |
| Timothy Alan Betts (kommissarisch)  | 20. Januar 2021     | 30. September 2021 | Joe Biden                    |
| Jessica Lewis                       | 30. September 2021  |                    | Joe Biden                    |